# Дуван Сапата
Дуван Сапата е колумбийски професионален футболист, играещ като нападател за отбора на Торино, както и за Колумбийския национален отбор.

## Клубна кариера

### Ранни години
Сапата е причлечен в младежката академия на Америка де Кали през 2004 г. През 2008 г. е изтеглен в мъжкия отбор.

### Наполи
На 25 август 2013 г. е привлчен от италианския Наполи. На 28 септември прави своя дебют в Серия А срещу отбора Дженоа, а на 22 октомври в Шампионска лига срещу отбора на Олимпик Марсилия. На 22 юли 2015 г. е отдаден под наем на отбора на Удинезе.

### Сампдория
На 31 август 2017 г. се присъединява към отбора на Сампдория.
Под наем в Аталанта
На 12 юли 2018 г. е отдаден под наем за две години в отбора на Аталанта с опция за закупуване.

## Национален отбор
Сапата е повикан за квалификациите на Световното първенство в Русия срещу Боливия и Еквадор.

## Успехи
Америка де Кали
- Категория Примера А – 2008

Наполи
- Купа на Италия – 2014
- Суперкупа на Италия – 2014